# ياكوف إلياشبرغ
ياكوف ماتقيفيتش إلياشبرغ (مواليد سنة 11 ديسمبر 1949) (بالروسية: Яков Матвеевич Элиашберг) هو رياضياتي روسي.

## مسيرته
حصل على الدكتوراه من جامعة سانت بطرسبرغ الحكومية في عام 1972 تحت إشراف فلاديمير روخلين. من عام 1972 إلى عام 1979 قام بالتدريس في جامعة ولاية سيكتيفكار في جمهورية كومي في روسيا، ومن 1980 إلى 1987 عمل في الصناعة كرئيس لمجموعة برامج الكمبيوتر. في عام 1988 انتقل إلياشبرغ إلى الولايات المتحدة، ومنذ عام 1989 أصبح أستاذا للرياضيات في جامعة ستانفورد.